# Ізраїль на літніх Олімпійських іграх 1960
Ізраїль на літніх Олімпійських іграх 1960 року, які проходили в італійському місті Рим, був представлений 23 спортсменами (17 чоловіками та 6 жінками) у 7 видах спорту. Прапороносцем на церемоніях відкриття та закриття Олімпійських ігор був легкоатлет Гідеон Аріель.
Ізраїль втретє взяв участь у літніх Олімпійських іграх. Ізраїльські спортсмени не завоювали жодної медалі.

## Важка атлетика
| Спортсмен    | Категорія | Прес (кг) | Ривок (кг) | Поштовх (кг) | Разом (кг) | Місце | Прим. |
| ------------ | --------- | --------- | ---------- | ------------ | ---------- | ----- | ----- |
| Едуард Марон | до 56 кг  | 80,0      | 82,5       | 107,5        | 270,0      | 18    |       |
| Гезі Коен    | до 66 кг  | 92,5      | 85,0       | 115,0        | 285,0      | 19    |       |

## Велоспорт
| Дисципліна                     | Спортсмен       | Результат | Місце | Прим |
| ------------------------------ | --------------- | --------- | ----- | ---- |
| індивідуальні шосейні перегони | Генрі Огайон    | 4:20:57   | 39    |      |
| індивідуальні шосейні перегони | Іцхак Бен-Давид | DNF       | —     |      |

## Гімнастика
|       | Спортсмен       | Дисципліна             | Результат | Місце | Прим. |
| ----- | --------------- | ---------------------- | --------- | ----- | ----- |
| Жінки | Рут Абелес      | індивідуальна першість |           | 93    |       |
| Жінки | Рут Абелес      | вільні вправи          |           | 79    |       |
| Жінки | Рут Абелес      | опорний стрибок        |           | 100   |       |
| Жінки | Рут Абелес      | бруси                  |           | 55    |       |
| Жінки | Рут Абелес      | колода                 |           | 108   |       |
| Жінки | Раллі Бен-Єгуда | індивідуальна першість |           | 81    |       |
| Жінки | Раллі Бен-Єгуда | вільні вправи          |           | 72    |       |
| Жінки | Раллі Бен-Єгуда | опорний стрибок        |           | 96    |       |
| Жінки | Раллі Бен-Єгуда | бруси                  |           | 62    |       |
| Жінки | Раллі Бен-Єгуда | колода                 |           | 86    |       |
| Жінки | Міріам Кара     | індивідуальна першість |           | 86    |       |
| Жінки | Міріам Кара     | вільні вправи          |           | 83    |       |
| Жінки | Міріам Кара     | опорний стрибок        |           | 108   |       |
| Жінки | Міріам Кара     | бруси                  |           | 68    |       |
| Жінки | Міріам Кара     | колода                 |           | 84    |       |

## Легка атлетика
| Спортсмен           | Дисципліна                  | Раунд        | Результат  | Місце | Прим.              |
| ------------------- | --------------------------- | ------------ | ---------- | ----- | ------------------ |
| Амос Гродзіновський | 100 м, чоловіки             | Кваліфікація | 11,1 с     | 46    | не кваліфікувався  |
| Амос Гродзіновський | 200 м, чоловіки             | Кваліфікація | 21,8 с     | 27    | не кваліфікувався  |
| Амос Гродзіновський | 400 м, чоловіки             | Кваліфікація | 48,9 с     | 37    | не кваліфікувався  |
| Яір Пантілат        | 800 м, чоловіки             | Кваліфікація | 1:54,86 хв | 41    | не кваліфікувався  |
| Яір Пантілат        | 1500 м, чоловіки            | Кваліфікація | 4:00.14 хв | 34    | не кваліфікувався  |
| Гідеон Аріель       | штовхання ядра, чоловіки    | Кваліфікація | 14.65 м    | 21    | не кваліфікувався  |
| Барух Файнберг      | метання списа, чоловіки     | Кваліфікація | 68.24 м    | 24    | не кваліфікувався  |
| Давид Кушнір        | стрибки у довжину, чоловіки | Кваліфікація | 7.20 м     | 25    | не кваліфікувався  |
| Ілана Адір          | 100 м, жінки                | Кваліфікація | 13.04 с    | 30    | не кваліфікувалася |
| Ілана Карашик       | 200 м, жінки                | Кваліфікація | 26.69 с    | 29    | не кваліфікувалася |
| Ілана Карашик       | стрибки у довжину, жінки    | Кваліфікація | 5,08 м     | 28    | не кваліфікувалася |

## Плавання
|          | Спортсмен                                            | Дисципліна                                    | Раунд              | Час       | Місце | Прим.              |
| -------- | ---------------------------------------------------- | --------------------------------------------- | ------------------ | --------- | ----- | ------------------ |
| Чоловіки | Амірам Траубер                                       | 100 м вільним стилем                          | Відбірковий заплив | 59.7 с    | 35    | не кваліфікувався  |
| Чоловіки | Амірам Траубер                                       | 400 м вільним стилем                          | Відбірковий заплив | 4:58.6 хв | 36    | не кваліфікувався  |
| Чоловіки | Іцхак Лурія                                          | 100 м вільним стилем                          | Відбірковий заплив | 1:00.9 хв | 41    | не кваліфікувався  |
| Чоловіки | Йорам Шнайдер                                        | 100 м на спині                                | Відбірковий заплив | 1:11.1 хв | 33    | не кваліфікувався  |
| Чоловіки | Гершон Шефа                                          | 200 м брасом                                  | Відбірковий заплив | 2:51.7 хв | 29    | не кваліфікувався  |
| Чоловіки | Йорам Шнайдер Амірам Траубер Гершон Шефа Іцхак Лурія | естафета 4 × 100 метрів комплексним плаванням | Відбірковий заплив | 4:37.6 хв | 17    | не кваліфікувалися |

## Стрільба
Чоловіки
| Спортсмен      | Дисципліна                      | Кваліфікація | Кваліфікація | Фінал      | Фінал      |
| Спортсмен      | Дисципліна                      | Бали         | Місце        | Бали       | Місце      |
| -------------- | ------------------------------- | ------------ | ------------ | ---------- | ---------- |
| Рафаель Пелес  | гвинтівка, 50 м лежачи          | 378          | 57           | не пройшов | не пройшов |
| Рафаель Пелес  | гвинтівка, 50 м з трьох позицій | 541          | 40 Q         | 1084       | 50         |
| Ганнан Кристал | гвинтівка, 50 м лежачи          | 375          | 71           | не пройшов | не пройшов |
| Ганнан Кристал | гвинтівка, 50 м з трьох позицій | 532          | 51 Q         | 1087       | 48         |

## Фехтування
|                    | Дисципліна          | Спортсмен         | Раунд   | Поєдинки                        | Поєдинки                     | Поєдинки                | Поєдинки                     | Поєдинки                   | Місце |
| Суперник Результат | Дисципліна          | Спортсмен         | Раунд   | Суперник Результат              | Суперник Результат           | Суперник Результат      | Суперник Результат           |                            | Місце |
| ------------------ | ------------------- | ----------------- | ------- | ------------------------------- | ---------------------------- | ----------------------- | ---------------------------- | -------------------------- | ----- |
| Чоловіки           | індивідуальна шабля | Міхаель Рон       | раунд 1 | Мохаммед Бен Жульон (MAR) W 5–2 | Густав Баллістер (BEL) L 3–5 | Емерік Арус (ROU) L 3–5 | Майкл Д'Асаро (USA) L 0–5    | Аладар Геревич (HUN) L 2–5 |       |
| Чоловіки           | індивідуальна шабля | Давид ван Гельдер | раунд 1 | Тран Ван Сюань (VIE) L 0–5      | Міцуюкі Фунамізу (JPN) L 0–5 | Жак Лефевр (FRA) L 1–5  | Теодоро Голіарді (URU) L 0–5 | Алан Квартлер (FRA) L 1–5  |       |